# Byrrhus arietinus
Byrrhus arietinus is een keversoort uit de familie pilkevers (Byrrhidae). De wetenschappelijke naam van de soort is voor het eerst geldig gepubliceerd in 1842 door Steffahny.